# Dionica
Dionica je u području financijskih tržišta jedinica posjedovanja udjela u investicijskim fondovima, komanditnim društvima ili nekretninskim investicijskih fondovima. Dionički kapital uključuje sve dionice poduzeća. Vlasnik dionice koje tvrtke njezin je dioničar. Dionica je nedjeljiva jedinica kapitala koja izražava vlasnički odnos između tvrtke i dioničara. Denominirana vrijednost dionice njezina je nominalna ili nazivna vrijednost, a ukupna nominalna vrijednost izdanih (ili emitiranih) dionica predstavlja kapital tvrtke koji nužno ne odražava tržišnu vrijednost dionice. Prihod zadobiven vlasništvom dionica zove se dividenda. Postoji više vrsta dionica, kao što su vlasnički udjeli, povlaštene dionice, bonusne dionice, emisija prava i dodjela opcija zaposlenicima.
Autorizirane dionice (eng. authorized stocks) ili odobrene dionice su dionice koje je tvrtka izdvojila za prodaju, a uključuje i prodane i neemitirane dionice.

## Vanjske poveznice
- Oldest share  Arhivirana inačica izvorne stranice od 22. lipnja 2020. (Wayback Machine) - najstarija dionica na svijetu (Voc 1606)